# یورگ بوتگرایت
یورگ بوتگرایت (آلمانی: Jörg Buttgereit؛ زادهٔ ۲۰ دسامبر ۱۹۶۳) کارگردان فیلم و فیلم‌نامه‌نویس اهل آلمان است. وی از سال ۱۹۸۱ میلادی تاکنون مشغول فعالیت بوده‌است.